# Phil Alden Robinson
Phil Alden Robinson (nascido em 1 de março de 1950), em Long Beach (Nova Iorque), é um cineasta e roteirista americano cujos filmes incluem Campo dos Sonhos, Sneakers e A Soma de Todos os Medos.

## Biografia
Robinson se formou no Union College em Schenectady, Nova York, como Bacharel em Ciências Políticas e recebeu um doutorado honorário de Letras no Union College em 1996.
Por Band of Brothers, ele (juntamente com todos os diretores da série) foi nomeado para um Directors Guild of America Award e ganhou um prêmio Emmy de melhor direção de uma minissérie, filme ou especial dramático.
Em 1992, ele acompanhou o Alto Comissariado da ONU para os Refugiados, como observador em missões de ajuda à Somália e na Bósnia, para o qual ele escreveu e dirigiu seu primeiro de cinco documentários para a ABC News "Nightline". O último deles, Sarajevo Primavera, foi nomeado para o Nacional & Documentary Emmy Award em 1997.
Em 1990, ele foi nomeado o "Escritor do Ano" pela Associação Nacional dos Proprietários de Teatro, e em 1994 recebeu o Writers Guild of America's Valentine Davies, prêmio de contribuição para a indústria do entretenimento e da comunidade em geral.

## Filmografia
- All of Me, estrelado por Steve Martin e Lily Tomlin (1984) - Escritor
- In the Mood (filme), estrelado por Patrick Dempsey, Beverly D'Angelo e Talia Balsam (1987) - Escritor / Diretor
- Campo dos Sonhos, com Kevin Costner, James Earl Jones, Amy Madigan e Burt Lancaster (1989) - Escritor / Diretor
- Sneakers, estrelado por Robert Redford, Sidney Poitier, Dan Aykroyd, Mary McDonnell, River Phoenix e Ben Kingsley (1992) - Co-roteirista e diretor
- Freedom Song, um filme da TNT sobre o movimento dos Direitos Civis, estrelado por Danny Glover e Vondie Curtis-Hall (2000) - Co-produtor executivo / co-roteirista e diretor
- Band of Brothers - HBO, produzida por Steven Spielberg e Tom Hanks (2001) - Diretor (Episódio um)
- A Soma de Todos os Medos, estrelado por Ben Affleck e Morgan Freeman (2002) - Director